# Кортона
Корто́на (італ. Cortona) — муніципалітет в Італії, у регіоні Тоскана, провінція Ареццо.
Кортона розташована на відстані близько 160 км на північ від Рима, 85 км на південний схід від Флоренції, 24 км на південний схід від Ареццо.
З міста Кортона походить видатний представник доби бароко, художник П'єтро да Кортона, прізвисько якого від назви міста(справжнє ім'я якого Берретіні).
Населення — 22 566 осіб (2014).

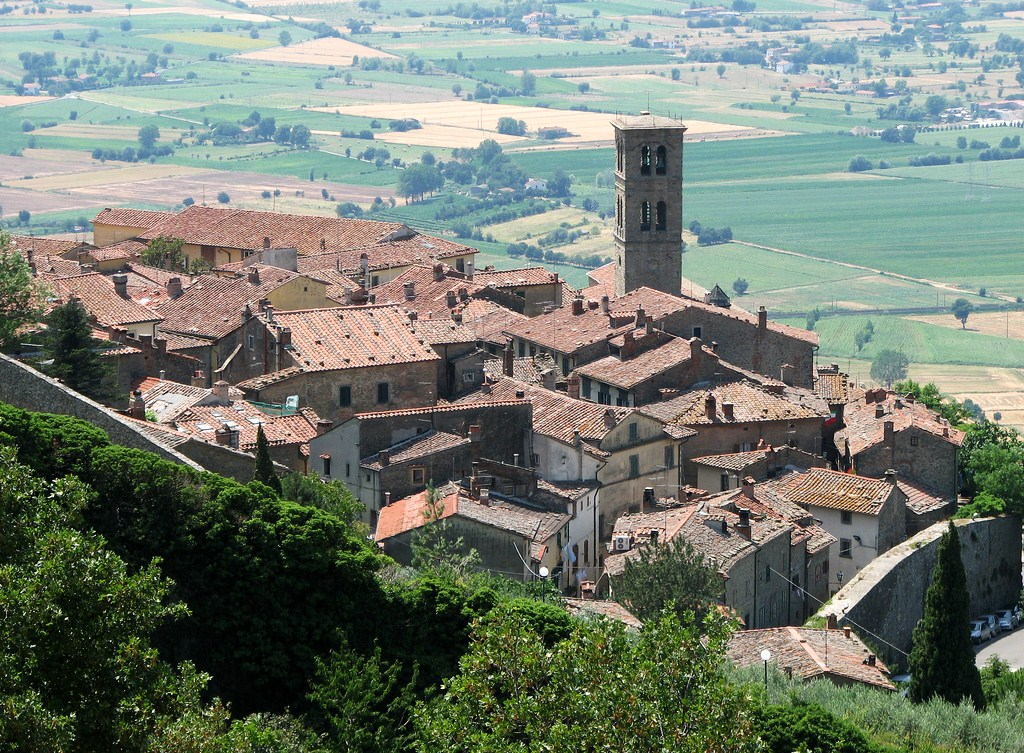

Щорічний фестиваль відбувається 22 лютого. Покровитель — Santa Margherita da Cortona.

## Демографія
Населення за роками:

Станом на 1 січня 2023 року в муніципалітеті офіційно проживали 1994 іноземці з 83 країн, серед них 879 громадян країн Євросоюзу та 36 громадян України.

## Сусідні муніципалітети
- Ареццо
- Кастільйон-Фьорентіно
- Кастільйоне-дель-Лаго
- Читта-ді-Кастелло
- Фояно-делла-К'яна
- Лішіано-Нікконе
- Монтепульчіано
- Сіналунга
- Торрита-ді-Сьєна
- Туоро-суль-Тразімено
- Умбертіде